# Nettspend
Gunner Shepardson, conhecido profissionalmente como Nettspend (nascido em 18 de março de 2007) é um rapper, cantor e compositor estadunidense de Richmond, Virgínia. Ele também é afiliado dos coletivos de rap underground Novagang e 1c34. Sua música foi descrita como "pós-pós-rage" pelo The New York Times.
Ele começou a fazer música na quinta série, crescendo ouvindo Future, Michael Jackson e Justin Bieber. Sua música “Shine N Peace” foi listada entre as melhores músicas de 2023 do The New York Times'.

## Carreira
Nettspend lançou sua primeira música no SoundCloud em 11 de outubro de 2022, intitulada “#nemk”.[carece de fontes?]
Nettspend lançou sua primeira música no SoundCloud em 11 de outubro de 2022, intitulada “#nemk”.
Em 26 de maio de 2023, ele lançou uma mixtape intitulada “Kickdoor” e um EP deluxe intitulado “Kickdoor ++++” em 8 de junho. Em 10 de setembro, um trecho de “Drankdrankdrank” se tornou viral no Twitter, expondo-o a um público mais amplo.
Em 10 de setembro, um trecho de “Drankdrankdrank” se tornou viral no Twitter, expondo-o a um público mais amplo[9].
Em 11 de janeiro de 2024, ele lançou um single intitulado “40” com o produtor Evilgiane, da Surf Gang, e Xaviersobased, com um remix do DJ Ess em 15 de março. Em 16 de março, Nettspend se apresentou na Rolling Loud pela primeira vez.
Em junho de 2024, Nettspend embarcou em uma turnê de 4 cidades, chamada “Let's Create Art”, indo para Nova York, Los Angeles, Chicago e Londres.

### Remoção de músicas das plataformas de streaming
Em 8 de julho de 2024, Nettspend lançou “That One Song”, uma música que sampleia “Entombed”, do Deftones, depois de apresentá-la em vários shows ao vivo. Dois dias depois, em 10 de julho, a música foi removida de todos os serviços de streaming após uma solicitação de remoção DMCA da Warner Music Group, devido ao fato de o sample não ter sido liberado. Pouco depois, a música “Nothing Like Uuu” também foi removida após uma solicitação de remoção DMCA, devido ao sample de “Boo'd Up”, de Ella Mai. A música foi colocada de volta nas plataformas de streaming em agosto.
Em agosto de 2024, várias músicas de Nettspend, incluindo suas faixas mais populares, como “We Not Like You”, “Shine N Peace”, “Drankdrankdrank” e “2024 Freestyle”, foram removidas do Spotify. As músicas foram reenviadas em 21 de agosto, após a assinatura de Nettspend com a Virgin Records. 